# Síganme los buenos
Síganme los buenos (SLB) fue un programa del tipo late show, conducido por el periodista Julio César Rodríguez, que se transmitió por el canal Vive TV.

## Historia
Julio César Rodríguez conducía, desde su estreno en 2008, el programa Sin Dios ni late en la cadena Zona Latina. Pocos días antes del inicio de la cuarta temporada, Rodríguez presentó su renuncia argumentando la censura de una entrevista, siendo reemplazado por Tati Penna en la conducción.
Luego de su renuncia a Zona Latina, Rodríguez aceptó la oferta del canal Vive TV, en ese entonces dedicado exclusivamente a los deportes, para realizar un programa de similares características llamado Síganme los buenos.

## Formato
Se caracteriza por tener invitados de diferentes ámbitos cada noche. Del mundo de la política han estado Michelle Bachelet y Evelyn Matthei, deportistas como Fernando González, músicos como Melendi e incluso humoristas y vedettes.
Los martes y jueves, el programa cuenta con la presencia de la Dra. María Luisa Cordero, quien analiza un comentario de actualidad con su particular estilo desenfadado. Anteriormente, Felipe Izquierdo y Erick Pohlhammer fueron panelistas. 
Los viernes, el programa está dedicado al humor.

## Presentador
- Julio César Rodríguez